# Casadei (cognome)
Casadei è un cognome di lingua italiana.

## Varianti
Caddei, Caddeo, Caddeu, Cadei, Cadeo, Cadeu, Casadidio, Casadio, Casedio.

## Origine e diffusione
Il cognome è panitaliano.
Potrebbe derivare dal termine "casa di Dio", ad indicare un ospizio, un orfanotrofio o una casa consacrata a Dio. In quanto legato al termine "casa", è affine al cognome Casa.
La variante Cadei è emiliana e romagnola; Cadeu è sardo.

## Persone
- Luciano Casadei – calciatore italiano
- Cesare Casadei - calciatore italiano
- Luigi Casadei – atleta paralimpico italiano
- Maceo Casadei – pittore italiano